# Varennes-Jarcy
Varennes-Jarcy è un comune francese di 2 414 abitanti situato nel dipartimento dell'Essonne nella regione dell'Île-de-France.

## Società

### Evoluzione demografica
Abitanti censiti